# Communes insurrectionnelles en France en 1870-1871

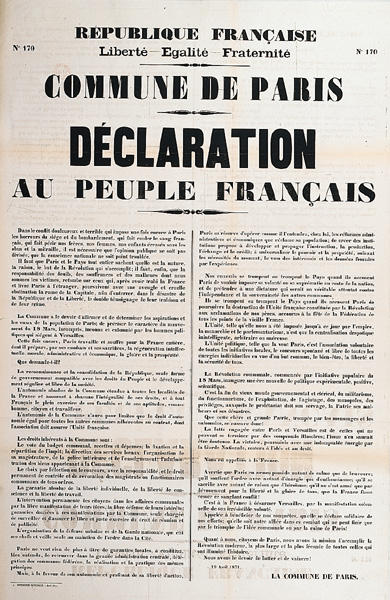
La Déclaration au peuple français de 1871 définit le projet d'organisation de la France en une fédération de communes reposant sur la démocratie directe.

Les communes insurrectionnelles en France en 1870-1871 sont des communes ayant la particularité de refuser à la fois la capitulation française face à Otto von Bismarck et la soumission à l'autorité du gouvernement de Versailles, en prônant, contre ce dernier, une nouvelle organisation de la République française basée sur la démocratie directe aussi qualifiée de communalisme. Il s'agit principalement de communes urbaines organisées militairement autour de la Garde nationale. Si les premières communes à se soulever sont la Commune de Lyon et la Commune de Marseille, la plus importante fut la Commune de Paris. La Commune de Saint-Étienne, la Commune de Narbonne et la Commune du Creusot furent également des communes importantes mais d'autres communes françaises connurent aussi des mouvements insurrectionnels à la suite de la guerre franco-allemande de 1870,.
Elles sont écrasées militairement par le gouvernement de Versailles lors de la campagne de 1871 à l'intérieur, le dernier épisode de guerre civile d'importance qu'ait connue la France, dont la Semaine sanglante demeure fortement ancrée dans la mémoire collective.

## Chronologie
La première Commune est celle de Lyon, où la nouvelle République est proclamée en avance sur Paris, le 4 septembre 1870 au matin. Elle dure jusqu'en janvier de l'année suivante, avant de reprendre de mars à avril. Elle est suivie par celle de Marseille, mise en place le 31 octobre 1870 et présidée par Adolphe Joseph Carcassonne,, avant que le pouvoir ne soit repris par le préfet Alphonse Gent.
Après la proclamation de la Commune de Paris le 18 mars 1871, les Communes de provinces se développent plus rapidement, mais sont de courte durée :
- à Marseille, une seconde a lieu du 23 mars au 5 avril 1871 sous le commandement de Gaston Crémieux[3],[5] ;
- à Saint-Étienne, l'insurrection ne dure que quelques jours du 24 au 28 mars[3][9] ;
- à Narbonne[10] du 24 au 31 mars, proclamée et dirigée par Émile Digeon ;
- à Toulouse du 24 au 27 mars ;
- à Perpignan le 25 mars ;
- au Creusot le 26 mars par Jean-Baptiste Dumay[3] ;
- à Grenoble le 16 avril ;
- à Bordeaux du 16 au 18 avril[11],[12] ;
- à Nîmes le 18 mai[13].

D'autres soulèvements ont lieu à Limoges,, Périgueux, Cuers, Foix, Rouen ou au Havre.
Le gouvernement de Versailles réussit à réprimer ces menées lors de la campagne de 1871 à l'intérieur.

## Liste détaillée
Communes listées par ordre alphabétique.

### Brest
En octobre 1870, un ouvrier du nom de Constant Le Doré appela à suivre l'exemple de Paris, Lyon et Marseille et à créer une commune ; il constitua un comité autour de lui, mais tous furent arrêtés quelques jours plus tard et traduits en conseil de guerre le 27 octobre 1870, où Le Doré et Coupat, considérés comme les meneurs, furent condamnés à deux ans de prison.

### Le Creusot (26 - 28 mars 1871)
La Commune du Creusot est une commune insurrectionnelle éphémère proclamée au Creusot (Saône-et-Loire) par Jean-Baptiste Dumay le 26 mars 1871 et réprimée deux jours plus tard.

### Lyon (4 septembre 1870 - 1er mai 1871)
Le 4 septembre 1870, à la suite de la défaite de Sedan, un comité de militants radicaux s'empare de l’hôtel de ville et proclame la République. L'Association internationale des travailleurs devient bientôt impliquée par des activistes tels que Mikhaïl Bakounine, fondant un « Comité du salut de la France ». Ils sont réduits le 28 septembre suivant,.
Dans la nuit du 22 au 23 mars 1871, l'hôtel de ville est une nouvelle fois envahi avec l'aide d'acteurs du 28 septembre 1870 et autres fonctionnaires de la première commune. Le 25, le maire Jacques-Louis Hénon annonce la venue des défenseurs de Belfort, ce qui met fin à l'insurrection.
La Guillotière, bastion du mouvement insurrectionnel, maintient le drapeau rouge à sa mairie ; le 30 avril 1871, à l'appel notamment de Gaston Caulet du Tayac, délégué de la Commune de Paris, des gardes nationaux empêchent la tenue des élections au conseil municipal régulier et la population érige des barricades, opposant une résistance armée contre les forces armées avant d'être vaincus le même soir.

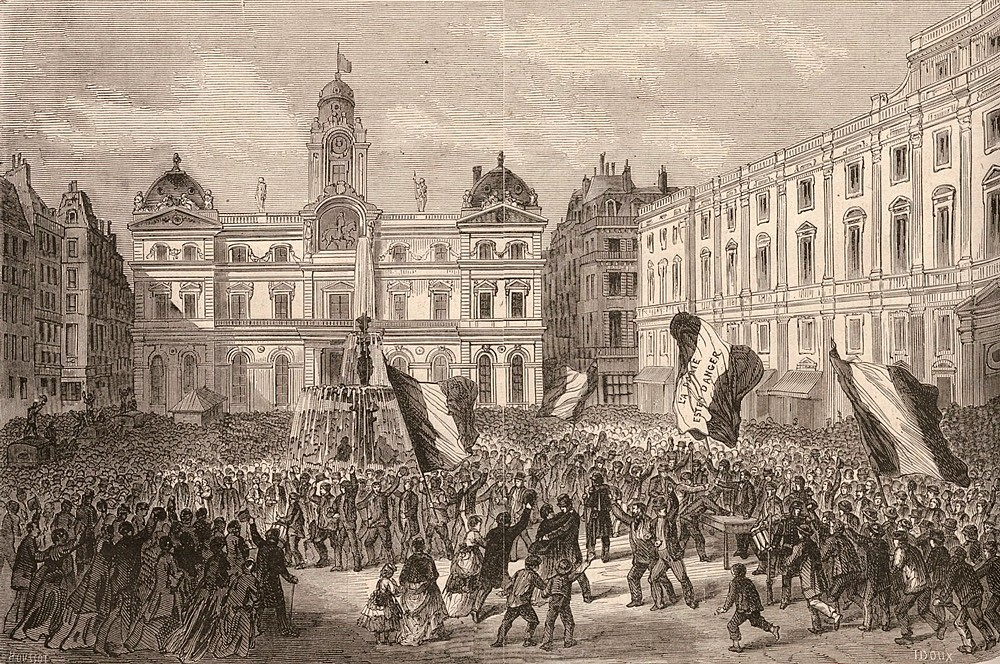
Prise de l'hôtel de ville de Lyon le 4 septembre 1870 et proclamation de la République, point de départ de la Commune de Lyon.
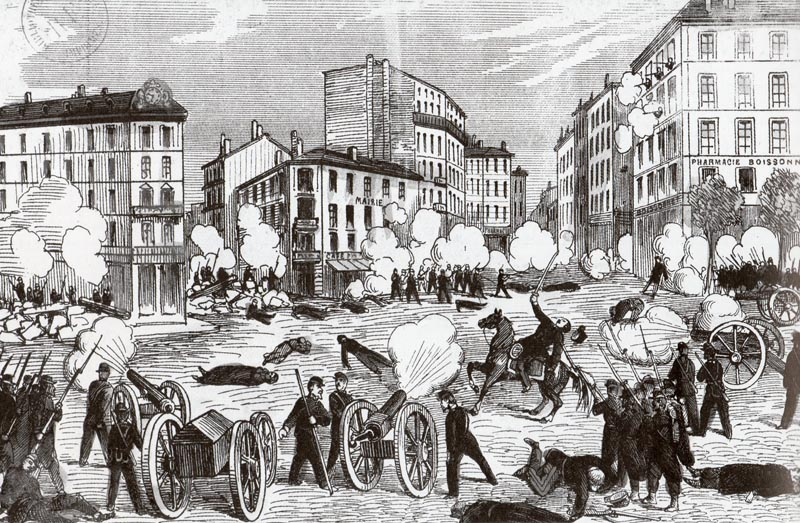
Derniers combats de l'armée contre les insurgés retranchés autour de la mairie de La Guillotière, les 30 avril et 1er mai 1871.

### Marseille (22 mars - 5 avril 1871)

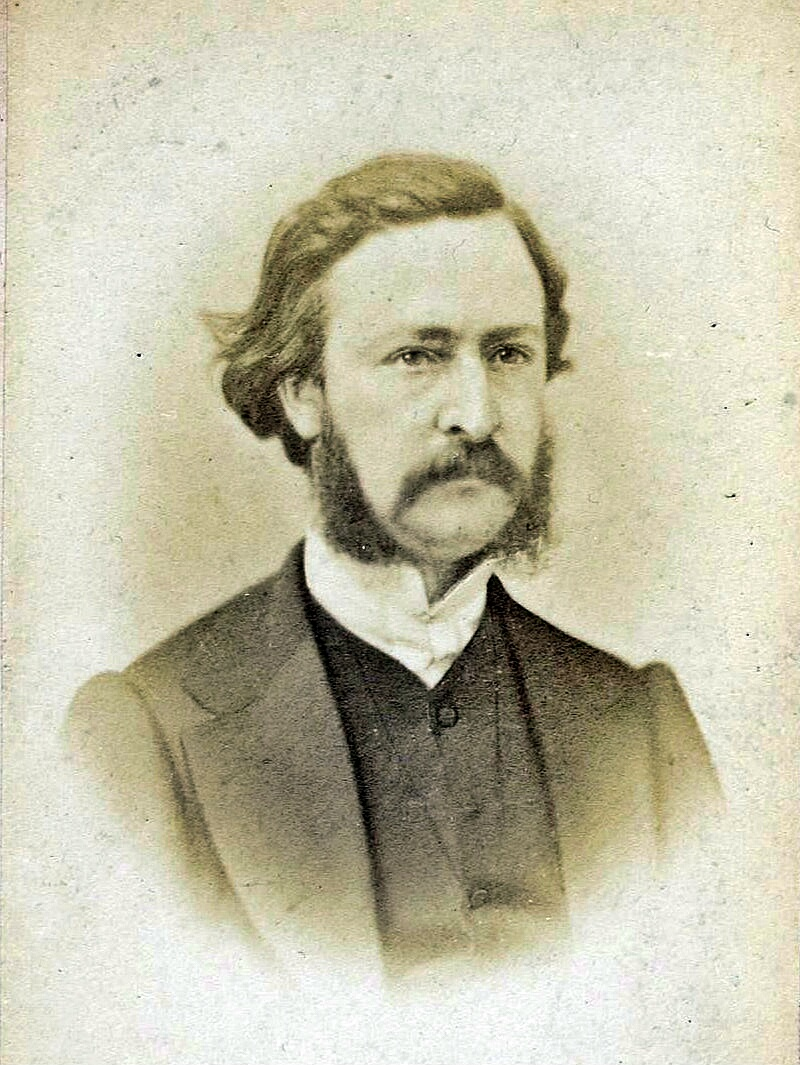
Gaston Crémieux fut le principal acteur de ces évènements.

Déjà le 7 août 1870, une insurrection menée par Gaston Crémieux, Émile Bouchet, Maurice Rouvier et Gustave Naquet s'empara de la préfecture et, le lendemain, de la mairie. Ils furent arrêtés et, vers la fin du mois, condamnés par un conseil de guerre à des peines ne dépassant pas un an d'emprisonnement.

Ces insurgés furent libérés à la suite du 4 septembre, proclamation de la République, sous les acclamations de la foule ; les républicains les plus avancés, regroupés dans la Ligue du Midi, avec Crémieux à leur tête, se trouvèrent bientôt en porte-à-faux avec le gouvernement provisoire. Le 31 octobre 1870, une seconde insurrection éclata, et une Commune proclamée, Alphonse Esquiros prenant la tête de la Commission municipale. Le préfet Alphonse Gent parvint à reprendre les choses en main et, le 13 novembre, il télégraphia au gouvernement provisoire que l'ordre était revenu.

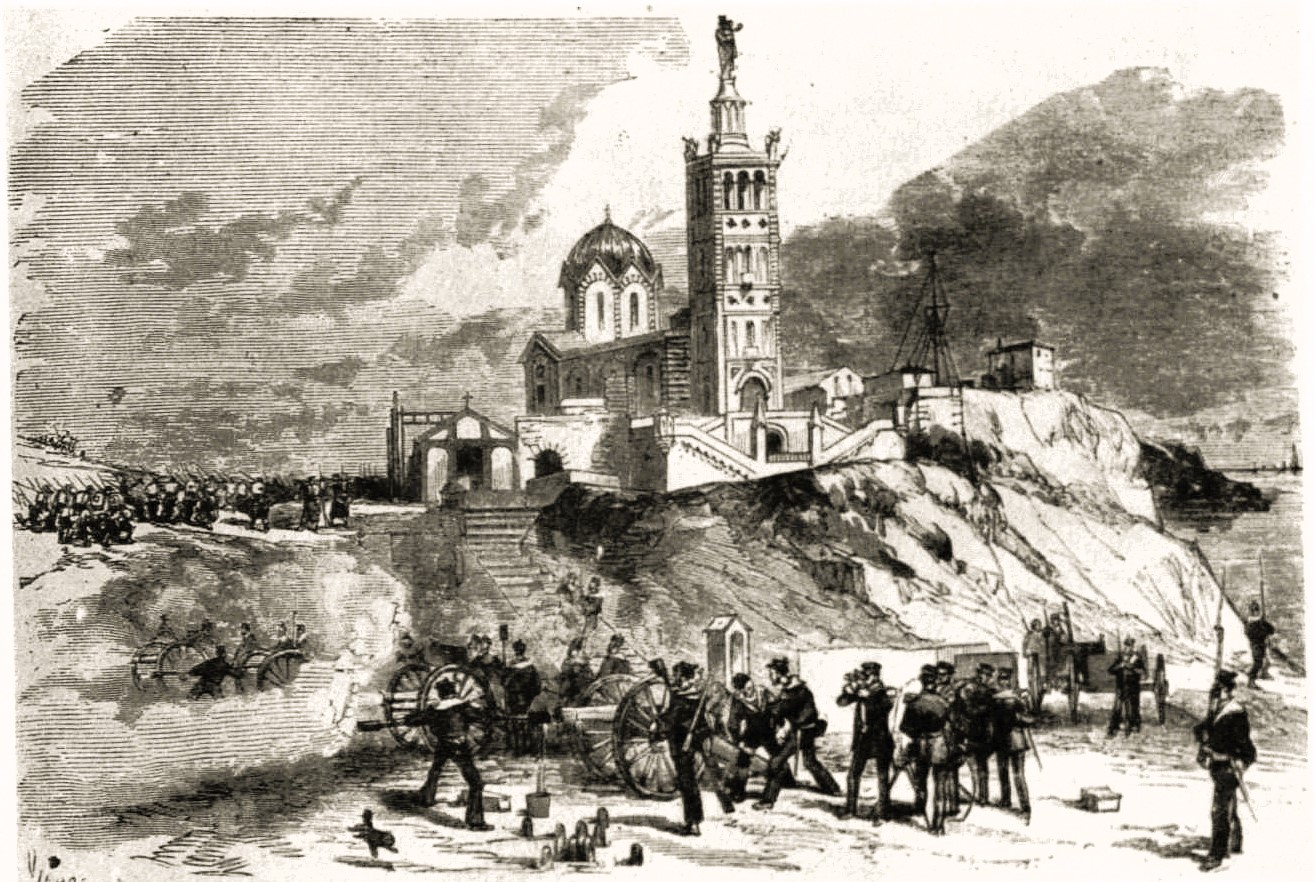
L'armée bombardant les insurgés marseillais depuis Notre-Dame-de-la-Garde, surnommée « Notre-Dame-de-la-Bombarde », les 4 et 5 avril 1871, dernier épisode de la Commune de Marseille.

Quatre jours après le début de l'insurrection parisienne, une troisième insurrection eut lieu le 22 mars 1871, menée par Crémieux aux côtés de Clovis Hugues brandissant le drapeau rouge. La foule s'empare de la préfecture, d'où Crémieux proclame la solidarité avec Paris, d'où des représentants viennent pour les aider.
Crémieux doit alors manœuvrer entre les dissensions internes, son souci de maintenir l'ordre et les services publics et la désertion de nombreux fonctionnaires.
Finalement, le 4 avril 1871, le général Henri Espivent de La Villesboisnet marcha sur Marseille et réprima la Commune. Ses troupes victorieuses défileront le lendemain aux cris de « Vive Jésus ! Vive le Sacré-Cœur ! ». Une fois l'autorité gouvernementale rétablie par la force, les clubs sont fermés, la Garde nationale désarmée et dissoute, et la censure rétablie. Cinq ans d'« Ordre moral » commencent.
Crémieux sera, lui, fusillé le 30 novembre 1871 sur la demande insistante d'Espivent.

### Narbonne (24 - 31 mars 1871)
À la suite du soulèvement parisien du 18 mars 1871, des éléments du « club de la Révolution » firent appel à Émile Digeon pour diriger une insurrection populaire et, du 24 mars 1871 au 31 mars 1871, s'emparèrent des arrondissements centraux de la ville, ralliant des troupes à leur cause,,.
Dans la nuit du 29 au 30, des troupes versaillaises menées par le général Louis Adolphe Zentz d'Alnois réduisirent l'insurrection, et les principaux acteurs furent traduits devant des tribunaux civils et militaires.

### Paris (18 mars - 28 mai 1871)

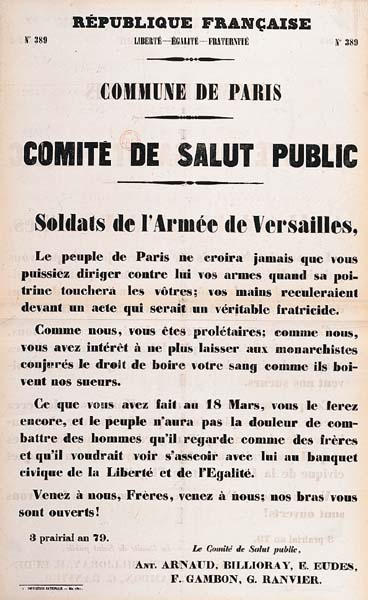
Affiche du Comité de salut public de la Commune de Paris.

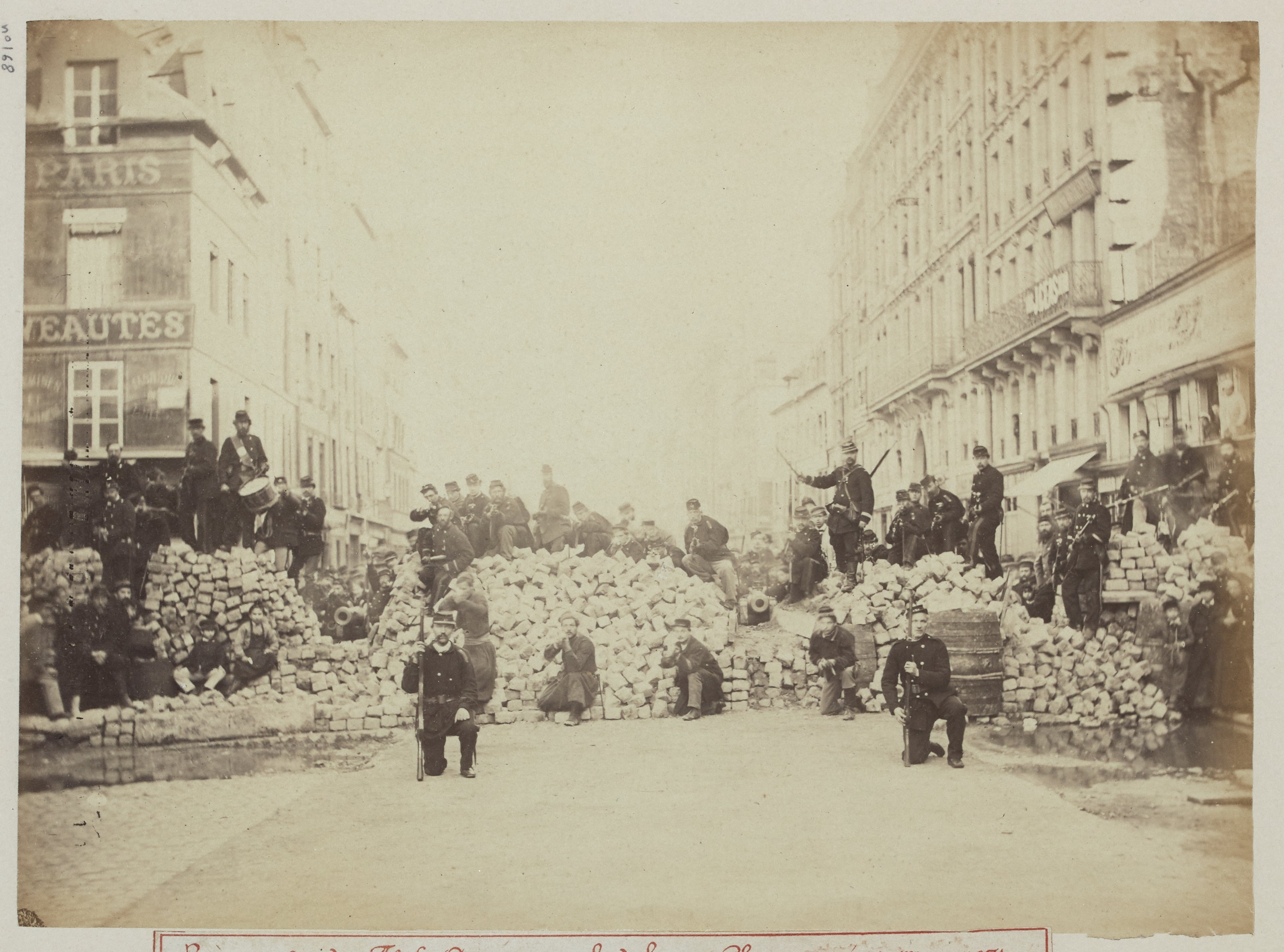
Barricade du faubourg Saint-Antoine, le 18 mars 1871.

La Commune de Paris est l'exemple le plus connu, ainsi que le plus abouti, de ces communes insurrectionnelles.

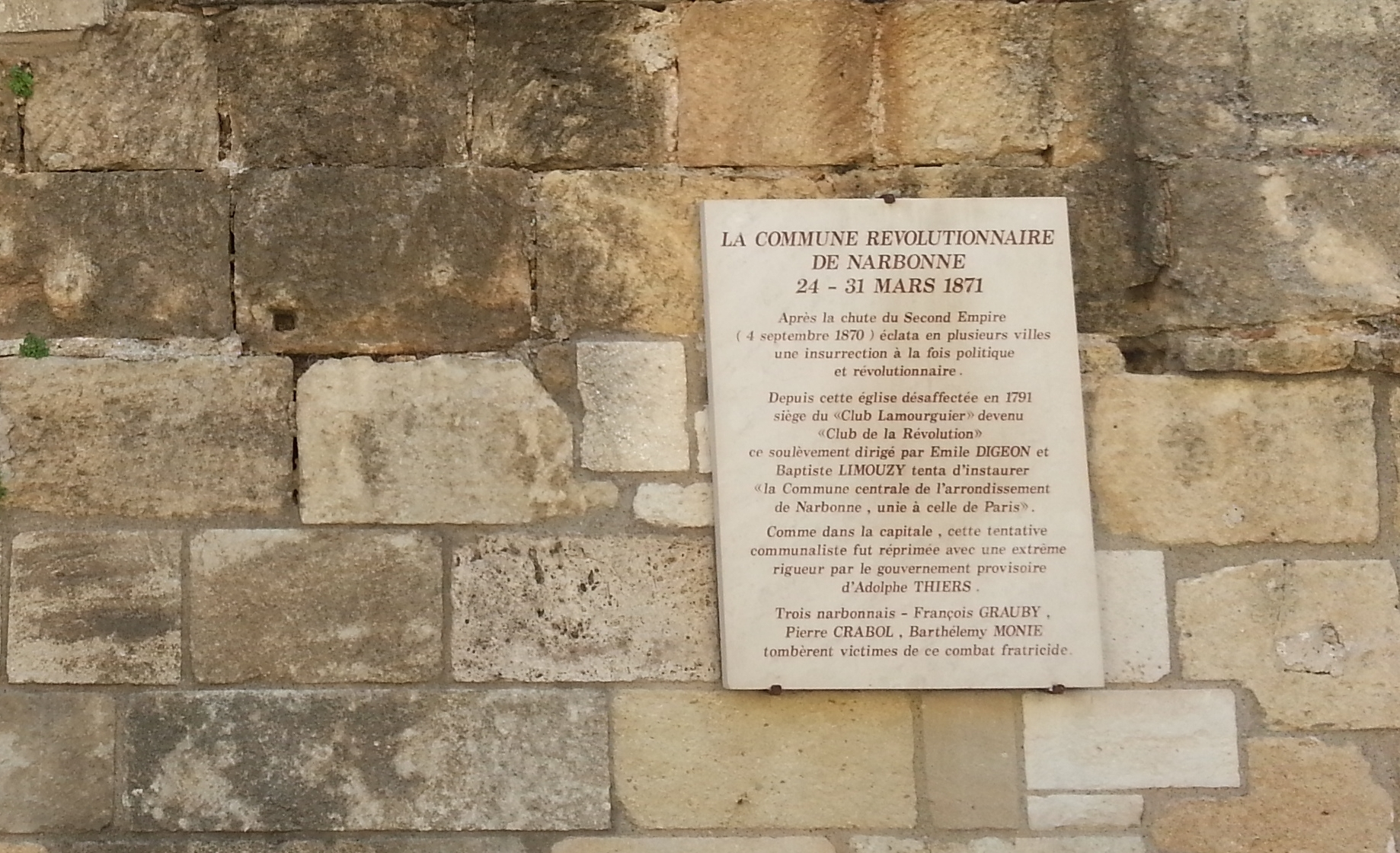
Plaque commémorative de la Commune de Narbonne, mur de Notre-Dame de Lamourguier.

Elle débute lors du soulèvement du 18 mars 1871, quand les Gardes nationaux récupèrent les canons de Montmartre, payés par les Parisiens, et saisis par l'armée aux ordres d'Adolphe Thiers.
La Commune finit écrasée par les troupes versaillaises au cours de la Semaine sanglante, du 21 au 28 mai 1871.

### Saint-Étienne (24 - 28 mars 1871)

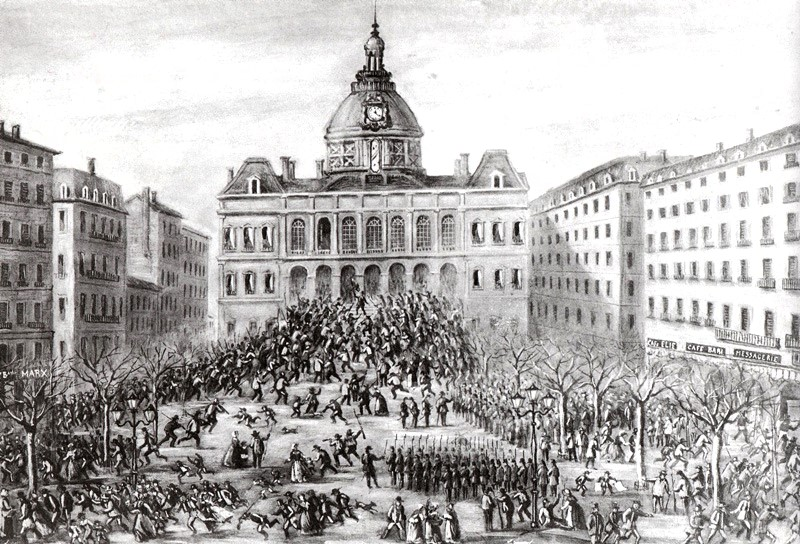
Prise de l'hôtel de ville par les Stéphanois le, point de départ de l'éphémère Commune de Saint-Étienne.

À la suite de l'insurrection parisienne, des sympathisants tinrent des réunions ; cinq jours plus tard, le 23 mars 1871, à la suite de la Commune de Lyon, une délégation réclama la démission du conseil municipal. Devant son refus, le lendemain, la foule envahit l’hôtel de ville et la Commune est proclamée ; les gardes nationaux envoyée par le préfet Henri de L'Espée se rallient à l'insurrection, et le préfet L'Espée mourut le 25 mars 1871 dans des circonstances indéterminées, ce qui fit perdre au mouvement son soutien populaire.
Sans plus aucune existence réelle, le Comité révolutionnaire se rendit, sans combattre, le 28 mars 1871. Des dizaines de participants furent condamnés à la déportation.

### Toulouse (25 - 27 mars 1871)
Le 25 mars 1871, sur le Capitole, l’acteur Saint-Gaudens, capitaine de la Garde nationale, lit à pleins poumons la « déclaration de la Commune révolutionnaire de Toulouse » rédigée par Armand Duportal, qui essaya plus tard de temporiser avec Versailles, affirmant que l'ordre public n'avait pas été troublé. De son côté, le trésorier-payeur général royaliste François de Carbonel constitua un « bataillon de l'ordre ».
Les appels au calme du procureur de la République Louis Delcurrou empêchèrent toute effusion de sang, l'armée régulière reprit la préfecture et la mairie le 27 mars, et Edmond Valette, l'un des officiers ayant participé au mouvement, fut nommé maire provisoire.

### Besançon
La Commune de Besançon n'est restée qu'au stade de projet, mais fut véritablement conçue et préparée par les partisans révolutionnaires secondés de la future Fédération jurassienne. Alors que de nombreux notables témoignent d'un contexte insurrectionnel et que des soutiens armés venus de Suisse s'organisent, les correspondances laissées entre autres par James Guillaume et Mikhaïl Bakounine font état d'un déclenchement espéré entre fin mai et début juin 1871. Avec le début de la Semaine sanglante, toute tentative comtoise se voit néanmoins sérieusement compromise et finalement abandonnée.